# Chacosparv
Chacosparv (Rhynchospiza strigiceps) är en fågel i familjen amerikanska sparvar inom ordningen tättingar.

## Utseende och läte
Chacosparven är en liten sparv med kastanjebruna och grå strimmor på huvudet och svaga mustaschstreck i svart och vitt. Arten är lik yungassparven (och behandlades tidigare som en och samma art, se nedan), men är mindre med mindre svart mellan ögat och näbben, brunare vingar och avvikande läte. Sången består av en rätt snabb serie behagliga visslingar som upprepas. 

## Utbredning och systematik
Chacosparven förekommer i Sydamerika från nordöstra Argentina till sydvästra Paraguay (Presidente Hayes). Yungassparven (Rhynchospiza dabbenei) behandlades fram tills nyligen som underart till strigiceps, då med det svenska namnet kastanjestrimmig sparv. Sedan 2021 urskiljer tongivande International Ornithological Congress (IOC) och eBird/Clements dabbenei som egen art.

### Släktestillhörighet
Tidigare placerades arten i släktet Aimophila, men genetiska studier visar att arterna i släktet inte är varandras närmaste släktingar.

### Familjetillhörighet
Tidigare fördes de amerikanska sparvarna till familjen fältsparvar (Emberizidae) som omfattar liknande arter i Eurasien och Afrika. Flera genetiska studier visar dock att de utgör en distinkt grupp som sannolikt står närmare skogssångare (Parulidae), trupialer (Icteridae) och flera artfattiga familjer endemiska för Karibien.

## Levnadssätt
Chacosparven hittas i låglänta områden och förberg. Den bebor öppna och gräsrika miljöer med spridda träd och lågväxta buskage.

## Status
Arten har ett stort utbredningsområde och beståndet anses vara stabilt. Internationella naturvårdsunionen IUCN listar den därför som livskraftig (LC).